# Міжнародна конвенція щодо втручання у відкритому морі у випадках аварій, які призводять до забруднення нафтою
Міжнародна конвенція щодо втручання у відкритому морі у випадках аварій, які призводять до забруднення нафтою (англ. International Convention Relating to Intervention on the High Seas in Cases of Oil Pollution Casualties) прийнята в рамках Міжнародної морської організації з метою захисту від серйозних наслідків морських аварій, внаслідок яких виникає небезпека забруднення моря і узбережжя нафтою.
Дата і місце прийняття: 29 листопада 1969 року, м. Брюссель (Бельгія). Дата набрання чинності: 6 травня 1975.
Дата ратифікації/приєднання України: 17 грудня 1993. Дата набрання чинності для України: 17 грудня 1993.
Поправки, протоколи: Протокол, 1973.

## Коротка характеристика
Стаття 1 Конвенції закріплює за сторонами Конвенції право вживати у відкритому морі такі заходи, які можуть стати необхідними для запобігання, зменшення або усунення серйозної і реально загрожуючої їх узбережжю або пов'язаним з ним інтересам небезпеки забруднення або загрози забруднення моря нафтою внаслідок морської аварії або дій, пов'язаних з такою аварією. Однак ніякі заходи не повинні вживатись на підставі цієї Конвенції щодо будь-якого військового корабля або іншого судна, що належить державі чи експлуатується нею і використовується у наш час[коли?] для урядових некомерційних цілей (ст.1.2).
Стаття 3 Конвенції визначає умови, яких повинні додержуватись держави при здійсненні права вживати заходів, визначених статтею 1 Конвенції.
Заходи, які вживає держава, повинні бути співрозмірними дійсно вчиненій або загрожуючій шкоді (5.1). Будь-яка сторона, яка на порушення положень цієї Конвенції вжила заходів, що завдали шкоди іншим, повинна виплатити компенсацію у розмірі шкоди, завданої заходами, що перевищують ті, які були розумно необхідні для досягнення цілі, згаданої в статті 1 (ст. 6).

## Імплементація на національному рівні
Діяльність, пов'язана з використанням суден для перевезення вантажів, а також для інших господарських і наукових цілей, регулюється Кодексом торговельного мореплавства України. У ньому визначені питання управління безпекою мореплавства, що конкретизовані у Положенні про систему управління безпекою судноплавства на морському і річковому транспорті, затвердженому Наказом Міністерством транспорту України від 20 листопада 2003 року № 904.
Положення визначає порядок організації робіт з попередження аварійних подій на морському та річковому транспорті; завдання, функції, органи, суб'єкти і об'єкти системи управління безпекою судноплавства; встановлює форми контролю за виконанням заходів, пов'язаних з безпекою судноплавства. Оперативне реагування на виникнення аварійної події та розслідування обставин і причин її виникнення передбачає отримання інформації про аварійну подію, попередню оцінку та класифікацію аварійної події, організацію та проведення пошукових та аварійно-рятувальних робіт, її розслідування, оцінку стану безпеки на об'єктах управління, де сталася аварійна подія, аналіз, облік та передачу інформації про неї, підготовку і впровадження заходів попередження.
Розслідування аварій регулюється Положенням про класифікацію, порядок розслідування та обліку аварійних морських подій із суднами, затвердженому Наказом Міністерством транспорту та зв'язку України 29 травня 2006 року № 516.
За наслідками аварійні морські події поділяються на:
- дуже серйозні аварії - аварії, що спричинили сильне забруднення довкілля самим судном або в результаті пошкодження судном підводних трубопроводів, берегових споруд тощо. Сильним забрудненням навколишнього природного середовища вважається розлив нафти або нафтопродуктів у кількості, що перевищує 1,0 м³; покриття плівкою (нафтовою, масляною та іншого походження) більше 1/3 від поверхні водного об'єкта при його видимій площі до 6 км² або більше 2 км² поверхні водного об'єкта при його видимій площі понад 6 км² унаслідок пошкодження судна під час його експлуатації або у зв'язку з нею;
- серйозні аварії, що спричинили забруднення навколишнього природного середовища самим судном або в результаті пошкодження судном підводних трубопроводів, берегових споруд тощо;
- морські інциденти (серйозні інциденти) - це аварійні морські події, внаслідок яких може бути заподіяна шкода навколишньому природному середовищу;
- інциденти - це аварійні морські події, внаслідок яких судном пошкоджено берегові споруди, що не призвело до забруднення навколишнього природного середовища.

## Сторони (станом на 1 вересня 2008)
86 сторін: Австралія, Ангола, Аргентина, Багамські Острови, Бангладеш, Барбадос, Бельгія, Бенін, Болгарія, Бразилія, Вануату, Велика Британія, Габон, Гаяна, Гана, Грузія, Данія, Джибуті, Домініканська Республіка, Еквадор, Екваторіальна Гвінея, Естонія, Єгипет, Ємен, Індія, Іран, Ірландія, Ісландія, Іспанія, Італія, Камерун, Катар, Китай, Кот-д'Івуар, Куба, Кувейт, Латвія, Ліберія, Ліван, Маврикій, Мавританія, Марокко, Маршаллові Острови, Мексика, Монако, Намібія, Нігерія, Нідерланди, Нікарагуа, Німеччина, Нова Зеландія, Норвегія, Об'єднані Арабські Емірати, Оман, Пакистан, Панама, Папуа Нова Гвінея, Південно-Африканська Республіка, Польща, Португалія, Російська Федерація, Сенегал, Сент-Вінсент і Гренадини, Сент-Кіттс і Невіс, Сент-Люсія, Сербія, Сирія, Словенія, Суринам, США, Танзанія, Тонга, Тринідад і Тобаго, Туніс, Україна, Фіджі, Фінляндія, Франція, Хорватія, Чилі, Чорногорія, Швейцарія, Швеція, Шрі-Ланка, Ямайка, Японія